# Antoine-Sylvestre Receveur
Pour les articles homonymes, voir Receveur.
 (janvier 2019).
Si vous disposez d'ouvrages ou d'articles de référence ou si vous connaissez des sites web de qualité traitant du thème abordé ici, merci de compléter l'article en donnant les références utiles à sa vérifiabilité et en les liant à la section « Notes et références ».
Antoine-Sylvestre Receveur, né le 28 décembre 1750, à Bonnétage, Doubs, et mort le 7 août 1804, à Cercy-la-Tour, Nièvre, est un prêtre français, fondateur des Sœurs de la retraite chrétienne.

## Biographie
Nommé curé aux Fontenelles, Doubs, en 1776, Antoine-Sylvestre Receveur y fait construire l'église du village. Il organise aussi deux écoles.
En 1785, à la demande de quatorze jeunes filles, il installe, au lieu-dit "Le Cournot", une maison de travail et de prière. Bientôt des garçons les rejoignent dans leur idéal, autour de Jean-Baptiste Marchand, mais cette fois-ci dans la ferme des Fruitières.
Le Père Receveur finit par bâtir une maison à leur intention, mais aussi pour accueillir des personnes qui aimeraient consacrer de temps en temps quelques jours de réflexion sur leur vie chrétienne, c'est-à-dire "faire retraite".
Plus de 200 chambres sont construites dans un bâtiment de quatre ailes en carré autour d'une cour intérieure. Plus de cent femmes peuvent y filer et tisser, les hommes se livrant aux gros travaux d'aménagement, de menuiserie, de jardinage.
En pleine Révolution (1789), la prise de possession des locaux n'est pas aisée. Devant l'opposition de gens du village, il faut entrer par une nuit froide de novembre. Mais La Retraite Chrétienne est née.
La tourmente révolutionnaire va tout de même rattraper la nouvelle communauté. En 1792, les Gardes Nationaux expulsent les Frères et les Sœurs, qui s'enfuient en Suisse, en Allemagne ou en Italie.
Après les événements, en 1802, le Père Receveur rejoint Les Fontenelles. Mais le bâtiment a été démoli après avoir servi de prison et d'antichambre à la guillotine de Maîche. Le prêtre part alors à Autun avec quelques Frères et Sœurs. Appelé: "Le Saint missionnaire", il mourra en 1804, à Cercy-la-Tour. Son corps sera ramené en 1948 aux Fontenelles.
Après avoir quitté l'Italie où ils s'étaient réfugiés, dès 1803, des Frères et des Sœurs fondent des établissements d'abord dans le midi de la France, dans la région parisienne, en Lorraine, à Boulogne-sur-Mer, à Dole. Ils y ouvrent des écoles et accueillent des retraites.
En 1836, la maison des Fontenelles est rebâtie, en un style différent de l'origine.
Des Frères y vivront jusqu'en 1940, des Sœurs y vivent toujours.
Les bâtiments abritent aussi aujourd'hui, une école primaire, un collège et un lycée professionnel.
La communauté actuelle compte plusieurs maisons en France (Les Fontenelles, Chusclan, Abondance), en Suisse (Montbarry, près de Gruyères), en Belgique, en Angleterre, en Écosse et en Irlande. Des Sœurs de la Retraite Chrétienne vivent également à Kandi et Banikoara, au Bénin.